# 18501 Luria
18501 Luria este o planetă minoră (asteroid), cu un diametru de 2,799 km, din centura de asteroizi. A fost descoperită pe 16 iulie 1996 la Circolo Culturale Astronomico di Farra d'Isonzo⁠(d) de Circolo Culturale Astronomico di Farra d'Isonzo⁠(d) și a fost numită după Salvador Luria. 
Obiectul prezintă o orbită caracterizată de o semiaxă mare de 2,2857162 UAi, o excentricitate de 0,04, o înclinație de 3,06024 ° în raport cu ecliptica.